# La famiglia Robinson (serie televisiva)
La famiglia Robinson (The Swiss Family Robinson) è una serie televisiva canadese in 26 episodi trasmessi per la prima volta nel corso di una sola stagione dal 1974 al 1975.
È una serie d'avventura basata sul romanzo Il Robinson svizzero del 1812 di Johann David Wyss e incentrata sulle vicende della famiglia Robinson che naufraga su un'isola deserta. Nella stagione 1975-1976 fu mandata in onda anche una versione statunitense sulla ABC, Swiss Family Robinson. Del 1998 è invece il remake neozelandese, Le avventure della famiglia Robinson (o La famiglia Robinson, 30 episodi).

## Trama
Nel 1801 la famiglia svizzera Robinson naufraga su un'isola deserta nei Mari del Sud, dove trascorrono diversi giorni tra scoperte e drammi con la speranza di trovare una possibilità di ritorno in patria. La famiglia è costituita da cinque membri: il padre Johann, che tiene il diario giornaliero di tutto l'anno trascorso sull'isola, la madre Elizabeth e i loro tre figli: Ernest di 17 anni, Franz di 13 e Marie di 8.

## Personaggi e interpreti
- Johann Robinson, interpretato da Chris Wiggins, doppiato da Mario Valdemarin.
- Elizabeth Robinson, interpretata da Diana Leblanc, doppiata a Maria Fiore.
- Ernest Robinson, interpretato da Michael Duhig, doppiato da Vittorio Guerrieri.
- Franz Robinson, interpretato da Ricky O'Neill, doppiato da Andrea Ward.
- Marie Robinson, interpretata da Heather Graham, doppiata da Monica Ward.
- Emily Montrose, interpretata da Daliah Novak.

## Produzione
La serie fu prodotta da Glen Warren Productions

### Registi
Tra i registi sono accreditati:
- Peter Carter in un episodio (1976)
- Don Haldane in un episodio (1976)
- Stanley B. Olsen in un episodio (1976)

### Sceneggiatori
Tra gli sceneggiatori sono accreditati:
- Oliver Crawford in 2 episodi (1976)

## Distribuzione
La serie fu trasmessa in Canada dal 13 settembre 1974 al 7 marzo 1975 sulla rete televisiva CTV.
Alcune delle uscite internazionali sono state:
- in Canada il 13 settembre 1974 (Swiss Family Robinson)
- nel Regno Unito su ITV
- in Francia il 14 settembre 1977
- in Belgio (De zwitserse familie Robinson)
- in Polonia (Szwajcarscy Robinsonowie)
- in Italia il 31 gennaio 1978[2]

## Episodi
| Stagione       | Episodi | Prima TV Canada | Prima TV Italia |
| -------------- | ------- | --------------- | --------------- |
| Prima stagione | 26      | 1974-1975       | 1978-1979       |